# Leendert van der Cooghen
Leendert van der Cooghen, född 1632 i Haarlem, död där 1681, var en nederländsk konstnär.
Cooghen var elev till Jacob Jordaens i Antwerpen. Hans målade produktion är mycket begränsad. Som tecknare utförde han genomarbetade blad, främst porträtt i svart eller röd krita.